# Henri Brisson
Eugène Henri Brisson (Bourges, 31 luglio 1835 – Parigi, 14 aprile 1912) è stato un politico francese.

## Biografia
È stato il Primo Ministro della Francia due volte: la prima dal 6 aprile 1885 al 7 gennaio 1886 e la seconda dal 28 giugno al 1º novembre 1898.